# Wola Idzikowska
Wola Idzikowska – wieś w Polsce położona w województwie lubelskim, w powiecie krasnostawskim, w gminie Fajsławice.
W latach 1975–1998 miejscowość administracyjnie należała do ówczesnego województwa lubelskiego.
Wieś stanowi sołectwo gminy Fajsławice.  Według Narodowego Spisu Powszechnego (III 2011 r.) wieś liczyła 619 mieszkańców.

## Historia
Według Słownika historyczno geograficznego ziem polskich w średniowieczu, Wola Idzikowska pojawiła się w źródłach w 1626 r. powstała jak się przypuszcza  w XVI wieku wskutek akcji osadniczej w okolicach Idzikowic. Odbiciem podziału tych ostatnich na dwie wsie może być już zapis z 1565 roku :„Jdzikowicze Grabiny 1 i 1/2 łana, Jdzikowicze Byeniasza 3/4 łana”. Dwie wsie, Idzikowice i Wolę Idzikowską, notowano w latach 1663  1668 i 1673.
W tym samym mniej więcej czasie Wolę Idzikowską zaczęto nazywać Wola Fajsławska od sąsiedniej osady Fajsławice. Tak zapisano ją w latach 1674, 1676 i 1721  zaś w 1781 roku już zamiennie Wola Fajsławska albo Idzikowska. 
W 1786 r. pisano tę wieś Wola Faislawiska (Mapa Perth), zaś w 1787 r. Wola Faysławska.
W 1800 r. powrócono do poprzedniej nazwy Wola Idzikowska, tak też występuje w  Słowniku geograficznym Królestwa Polskiego z roku 1882.